# 23 TCN
Năm 23 TCN là một năm trong lịch Julius. 